# Inada Masazumi

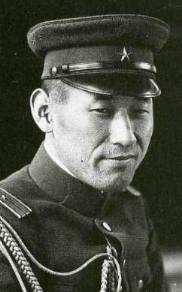
Inada Masazumi

Inada Masazumi (jap. 稲田 正純; * 27. August 1896 in der Präfektur Tottori, Japan; † 24. Januar 1986) war ein Generalleutnant der Kaiserlich Japanischen Armee.

## Leben
Der 1896 in der Präfektur Tottori geborene Inada schloss 1917 die Kaiserlich Japanische Heeresakademie ab, in der er sich auf den Bereich Artillerie spezialisiert hatte. 1925 folgte sein Abschluss an der Kaiserlich Japanischen Heereshochschule, welchen er mit besonderer Auszeichnung machte.
Nach verschiedenen administrativen Verwendungen im Kaiserlich Japanischen Heeresgeneralstab wurde Inada von 1929 bis 1931 als Militärattaché nach Frankreich geschickt.
1938 folgte seine Beförderung zum Oberst und die Versetzung zur Abteilung 2 des Generalstabs, welche für den Bereich Manöver und Kriegspläne zuständig war. In dieser Position war er für die Planung der Schlacht um Wuhan im Zweiten Japanisch-Chinesischen Krieg mitverantwortlich. Außerdem soll er an den Planungen beteiligt gewesen sein, die zu den Schlachten am Chasansee und am Chalchin Gol führten.
Ab 1940 befehligte Inada ein schweres Artillerieregiment in Acheng im japanischen Marionettenstaat Mandschukuo. 1941 wurde er zum stellvertretenden Stabschef der ebenfalls in Mandschukuo stationierten 5. Armee. Im selben Jahr folgte seine Beförderung zum Generalmajor, welche ihn zum amtierenden Stabschef der 5. Armee machte.
Von 1942 bis 1943 wurde er im gerade ausgebrochenen Pazifikkrieg zum stellvertretenden Stabschef der Südarmee. Später war er für einige Zeit in Neuguinea stationiert, bevor er 1944 Befehlshaber der 6. Luftdivision wurde. Nachdem er kurze Zeit später einen politischen Zwischenfall in Thailand auslöste, wurde er seines Kommandos entbunden und in die Reserve versetzt. Aufgrund der zunehmend schlechteren Kriegslage wurde er jedoch bereits bald wieder in den aktiven Dienst zurückbestellt und zum Befehlshaber der 3. Schiffstransportabteilung in Singapur.
Nach einer Beförderung zum Generalleutnant im April 1945 befehligte Inada bis zur Kapitulation Japans die 16. Regionalarmee.
Nach Kriegsende wurde Inada von der amerikanischen Besatzungsmacht wegen Kriegsverbrechen vor ein Militärtribunal in Yokohama gebracht. Er wurde im April 1946 für schuldig befunden, die Misshandlung von Kriegsgefangenen unter seinem Kommando geduldet zu haben und zu einer Haftstrafe von 7 Jahren verurteilt, die er größtenteils absaß, bis er 1951 aus dem Gefängnis entlassen wurde.